# Коэффициент Бергера
Коэффицие́нт Бе́ргера (часто указывается SB от англ. Sonneborn–Berger) — способ определения мест в соревнованиях среди участников, набравших равное количество очков. Способ определения места по коэффициенту Бергера был первоначально разработан для круговых (каждый играет с каждым) шахматных турниров. Позже этот метод стали применять и для других соревнований, например, в сёги, го, шашки.
В круговых турнирах, где за победу, ничью и поражение присуждается определённое постоянное число очков (например, в шахматах за победу даётся 1 очко, за ничью — 0,5 очка, за поражение — 0 очков; реже — 3 — за победу и 1 за ничью, например, в London Chess Classic 2010, часто случается так, что два или несколько участников набирают одинаковое количество очков. Чтобы определить, кто из этих участников занял более высокое место, подсчитывают коэффициенты Бергера участников. Чем больше коэффициент, тем выше место участника.

## Порядок вычисления
В шахматах коэффициент Бергера определённого участника складывается из суммы всех очков противников, у которых данный участник выиграл, плюс половина суммы очков противников, с которыми данный участник сыграл вничью.
В шашках за победу даётся 2 очка, за ничью — 1 очка, за поражение — 0 очков, поэтому при вычислении коэффициента Бергера суммируются очки соперников, с которыми партии завершились вничью, и к ним прибавляются умноженные на 2 очки соперников, у которых данный участник выиграл.
Идея использования коэффициента: из двух участников, равных по числу очков, сильнее тот, кто выиграл у более сильных противников, то есть у тех, кто набрал больше очков. Поэтому участнику, имеющему больший коэффициент Бергера, присуждается более высокое итоговое место в турнире.
Коэффициент Бергера придуман для круговых турниров, но может, при необходимости, применяться и в других схемах розыгрыша, где игроками, места которых надо распределять, играется равное число партий. Можно его использовать и в турнирах по швейцарской системе, хотя традиционно там применяется коэффициент Бухгольца. В круговых турнирах с 1985 года применяется и «упрощённый Бергер» (предложен М. Дворецким): очки всех соперников, у кого шахматист выиграл, берутся со знаком «плюс», а всех, кому он проиграл — со знаком «минус», по сумме и считается лучший результат. Это позволяет сократить расчёты и не делить предварительно пополам большинство результатов.

## Пример
Итоговая таблица гипотетического кругового турнира:
| № | Участники | 1 | 2 | 3 | 4 | 5 | 6 | 7 |  | + | − | = | Очки | Место | КБ    |
| - | --------- | - | - | - | - | - | - | - |  | - | - | - | ---- | ----- | ----- |
| 1 | Иванов    |   | ½ | ½ | 1 | 1 | 1 | 1 |  | 4 | 0 | 2 | 5    | I     | 11,75 |
| 2 | Петров    | ½ |   | ½ | ½ | 1 | 1 | 1 |  | 3 | 0 | 3 | 4½   | II    | 10    |
| 3 | Сидоров   | ½ | ½ |   | ½ | ½ | 1 | 1 |  | 2 | 0 | 4 | 4    | III   | 9     |
| 4 | Кузнецов  | 0 | ½ | ½ |   | 1 | 1 | 1 |  | 3 | 1 | 2 | 4    | IV    | 7,75  |
| 5 | Смирнов   | 0 | 0 | ½ | 0 |   | 1 | 1 |  | 2 | 3 | 1 | 2½   | V     | 3     |
| 6 | Васильев  | 0 | 0 | 0 | 0 | 0 |   | 1 |  | 1 | 5 | 0 | 1    | VI    | 0     |
| 7 | Николаев  | 0 | 0 | 0 | 0 | 0 | 0 |   |  | 0 | 6 | 0 | 0    | VII   | 0     |

Обозначения: 1 — победа, ½ — ничья, 0 — поражение, КБ — коэффициент Бергера.
Участники Сидоров и Кузнецов набрали одинаковое количество очков, по 4 очка. Кто из них займет третье место, решается по коэффициенту Бергера.
Коэффициент Бергера участника Сидорова складывается так: 2,5 (половина очков Иванова) + 2,25 (половина очков Петрова) + 2 (половина очков Кузнецова) + 1,25 (половина очков Смирнова) + 1 (все очки Васильева) + 0 (все очки Николаева) = 9.
Коэффициент Бергера участника Кузнецова так: 0 (за поражение от Иванова) + 2,25 (половина очков Петрова) + 2 (половина очков Сидорова) + 2,5 (все очки Смирнова) + 1 (все очки Васильева) + 0 (все очки Николаева) = 7,75.
Таким образом, участник Сидоров имеет более высокий коэффициент Бергера, чем участник Кузнецов (9 против 7,75), поэтому третье место присуждается Сидорову.
Коэффициент Бергера более высок у того, кто выигрывает или добивается ничьей с более сильными игроками (игроками, набирающими большее количество очков). В приведённом примере выигрыш у участника, имеющего ноль очков, не даёт вклада в коэффициент Бергера.

## История
Первым такую систему подсчёта очков предложил чешский шахматный мастер Оскар Гельбфус в августе 1873 года. На практике впервые такую систему распределения мест применили Уильям Зоннеборн (William Sonneborn) (1843—1906) и Иоганн Бергер на турнире в Ливерпуле в 1882 году. В 1886 году подсчёт очков по коэффициенту Бергера был введён в практику.